# Otisco (New York)
Otisco város az USA New York államában, Onondaga megyében. Lakosainak száma 2368 fő (2020. április 1.).

## Népesség
A település népességének változása:

| 2010 | 2 541 |
| 2020 | 2 368 |